# آلوین لنگدون کابرن
آلوین لنگدون کابرن (به انگلیسی: Alvin Langdon Coburn) عکاس اهل ایالات متحده آمریکا بود. یکی از دلایل شهرت وی این بود که از سرشناسترین پیروان سبک نگاره‌نمایی بوده است.

## زندگی
کابرن در ۱۸۸۲ در بوستون زاده شد. پدر او تولیدکننده بسیار موفق پیراهن بود، در ۱۸۸۹ درگذشت و برای خانواده‌اش آنقدر ثروت بجا گذاشت که کابرن توانست کاری را که به تازگی برگزیده بود دنبال کند، بی‌آنکه فشارهای تجاری که عکاسان حرفه‌ای برای گذراندن زندگی خود با آن درگیر بودند، مواجه شود. مادر او فانی عکاس غیرحرفه‌ای علاقه‌مند و ورزیده‌ای بود و این احتمال نیز هست که کابرن، که در هشت سالگی یک دوربین عکاسی به او هدیه شده بود، تحت تأثیر مادرش نخستین دلبستگی‌های خود را نسبت به عکاسی آشکار ساخته باشد.
وی در سال ۱۹۶۶ درگذشت.

## سبک
دستاورد اصلی کابرن برای مکتب نگاره‌نمایی، حاصل استفاده او از عدسی محوکننده بود. این عدسی به آثار وی و بخصوص به تصاویری که از لندن و رودخانه تمز گرفت، گونه‌ای فضای محو و حالت رویایی بخشید.